# Knemodynerus malickyi
Knemodynerus malickyi  (лат.) — вид одиночных ос (Eumeninae).

## Распространение
Восточная Азия: Непал.

## Описание
Длина осы 8 мм. Окраска чёрная с жёлтыми пятнами и перевязями. Взрослые самки охотятся на гусениц для откладывания в них яиц и в которых в будущим появится личинка осы. Вид назван в честь энтомолога Dr.Hans Malicky (специалиста по Trichoptera), который собрал голотип данного вида.